# Washington (1796)
Il Washington era un vascello di seconda classe da 74 cannoni in servizio nella marina olandese tra il 1796 e il 1799, e poi nella Royal Navy come HMS Princess of Orange tra il 1799 e il 1822.

## Storia
Realizzato per contro della VOC di Amsterdam secondo i piani costruttivi redatti da R. Doorman, il vascello da 74 cannoni Washington fu impostato presso il cantiere navale di Amsterdam nel 1795, e venne varato il 19 agosto 1796. Trasferito alla marina batava, nel 1799 divenne nave di bandiera del contrammiraglio Samuel Story.
Il 26 agosto 1799 una flotta d'invasione anglo-russa di undici navi di linea e sette fregate al comando dell'ammiraglio britannico Andrew Mitchell arrivò alla rada di Texel, battente bandiera del principe d'Orange Guglielmo V. Il 28 agosto l'ammiraglio Story, che aveva preso il mare per contrastare le forze anglo-russe, rientrò con la sua squadra navale nella rada di Vlieter. Fu costretto a gettare l'ancora a causa dei venti contrari che impedirono alla sua flotta di sferrare un attacco diretto alle forze alleate. Snervati dalla vista del Prinsenvlag che sventolava sui forti e sui campanili delle chiese di Den Helder, gli equipaggi di diverse navi iniziarono ad ammutinarsi. Tra le navi il cui equipaggio si ribellò vi era anche l'ammiraglia Washington. L'ammiraglio olandese aveva chiesto a quello britannico di concordare una tregua per poter ricevere ordini dal governo batavo, ma in realtà cercava di prendere tempo per riportare l'ordine tra gli equipaggi della flotta. Mitchell rifiutò e disse ai parlamentari di Story, che erano tra i capi dell'ammutinamento, che se le navi olandesi non si fossero arrese avrebbe impegnato combattimento. Story convocò una consiglio di guerra, ma prima dell'inizio di questo consiglio, l'equipaggio del Washington si era apertamente ammutinato, rifiutandosi di armare i cannoni e gettando le munizioni in mare. I tentativi di Van Braam e dello stesso Story di ridurre alla ragione gli ammutinati furono inutili. Una volta ammainata la bandiera le navi furono confiscate dagli inglesi, e al principe Guglielmo furono consegnate solo cinque fregate trovate abbandonate al largo di Den Helder.

### Il servizio nella Royal Navy
Lo Washington fu rinominato HMS Princess of Orange e il vascello venne rimesso in servizio attivo a Chatham a partire dall'8 gennaio 1798 con un armamento composto da 28 cannoni da 32 libbre, 28 da 18 libbre, 8 carronate da 24 libbre e 4 cannoni da 9 libbre ed equipaggio composto da 491 uomini.  Il captain G. Hope assunse il comando della Princess of Orange nell'agosto 1800.
Nel novembre 1800 il capitano Charles Cobb si trasferì dal vascello Glatton al Princess of Orange. Il 30 novembre la nave salpò da Sheerness per Yarmouth dove entrò a far parte della flotta del Mare del Nord. Dal gennaio 1801 fu nave di bandiera dell'ammiraglio Archibald Dickson. Alla fine di aprile 1802, dopo l'attuazione del Trattato di Amiens, la Princess of Orange risalì il Tamigi fino a Chatham dove nel mese di giugno fu posta in posizione di riserva.
Nel maggio 1803, in seguito alla ripresa della guerra con la Francia, il capitano Charles Cunningham assunse il comando della Princess of Orange, e subito dopo assunse di una squadra navale inviata a sorvegliare la flotta olandese di base a Texel.
Nel settembre 1803 il capitano Thomas Rogers sostituì Cunningham al comando della Princess of Orange assegnata alla stazione del Mare del Nord. Ha poi prestato servizio nello squadra che bloccava Texel, anche se ha fatto alcuni viaggi di ritorno a Yarmouth per i rifornimenti.
Princess of Orange, Eagle, Majestic, Glatton, Raisonable, Africiane, Inspector, Beaver, i cutter Swift e Agnes, hanno condiviso i proventi della cattura della Upstalsboom, capitano H.L. De Haase,  l'11 novembre 1804.
Nel settembre 1804 la Princess of Orange si trovava a Sheerness per le riparazioni del timone danneggiato; il 21 settembre era tornata al Texel. Il 27 novembre arrivò a Portsmouth dove imbarcò l'ammiraglio William O'Brien Drury, nominato secondo in comando della stazione navale dell'Irlanda. Salpata il 24 dicembre, il giorno 30 dicembre entrò nella baia di Bantry. All'inizio del 1805 la Princess of Orange fu trasferita alla Channel Fleet. Il 6 agosto era arrivata ai Downs da Plymouth, e quindi fu mandata a Yarmouth. Per un breve periodo prese nuovamente parte al blocco di Texel, prima di tornare a Sheerness il 2 settembre. Lì doveva essere messa fuori servizio, con il suo equipaggio trasferito a bordo del Powerful, che doveva andare nelle Indie Orientali. Invece, con la campagna di Trafalgar in pieno corso, si unì alla squadra del Mare del Nord sotto gli ordini del contrammiraglio Thomas Macnamara Russell.
La Princess of Orange era tra i vascelli che parteciparono alla suddivisione dei proventi della cattura del 21 ottobre 1805 della Anna Wilhelmina. Il vascello ritornò a Sheerness alla fine di gennaio 1806 e fu messo fuori servizio nel mese di febbraio.
Il capitano Joshua Sidney Horton assunse il comando della Princess of Orange nel giugno 1806, mentre si trovava ai Downs. Divenne quindi nave di bandiera del viceammiraglio John Holloway.
Il 28 agosto 1807 la Princess of Orange, la Blazer e la Bustler catturarono le navi olandesi Eos e Amicitia, e di conseguenza tutte e tre le navi hanno condivisero i proventi della vendita del bottino.
Nel 1807 la Princess on Orange divenne nave di bandiera dell'ammiraglio Bartholomew Rowley.
Quindi, il 13 ottobre 1807, il comandante Francis Beauman ricevette la promozione a post captain e prese il comando della Princess of Orange. Dal febbraio 1808 al marzo 1811 la Principess of Orange fu nave di bandiera dell'ammiraglio Sir George Campbell, prima all'ancoraggio dei Downs (1808) e poi sulla stazione del Mar Baltico (1809-1810).
La  Princess of Orange fu radiata nel giugno 1811, e convertita in nave deposito munizioni prestò servizio in tale ruolo nel Medway fino al 1820. > Radiato dal servizio nel 1822, fu messo in vendita il 13 aprile 1822, e venduto cinque giorni dopo. Venne affondato come frangiflutti al largo di Harwich nel settembre di quell'anno.

### Annotazioni
1. ↑  Tra cui i vascelli russi Ratvizan da 68 cannoni e Mitchiloff da 64 cannoni.
2. ↑  Premio per ogni marinaio 10 durham.

### Fonti
1. ↑  Lyon, Winfield 2004, p. 48.
2. 1 2  Tree Decks.
3. 1 2  Tree Decks.
4. ↑  de Jonge 1862, p. 468.
5. ↑  Roodhuyzen 1998, p. 166.
6. ↑  de Jonge 1862, pp. 470-472.
7. ↑  Roodhuyzen 1998, pp. 165-166.
8. ↑  Roodhuyzen 1998, p. 169.
9. 1 2  Lyon, Winfield 2004, p. 49.
10. 1 2 3 4 5 6 7   NMM, vessel ID 373788, vol v (PDF), in National Maritime Museum. URL consultato il 30 luglio 2011 (archiviato dall'url originale il 2 agosto 2011).
11. ↑  "Morethannelson": Charles Cobb.
12. ↑  Marshall 1824, p. 81.
13. 1 2 3  "Morethannelson": Thomas Rogers.
14. ↑  (EN) The London Gazette (PDF), n. 16322, 5 December 1809.
15. ↑  (EN) The London Gazette (PDF), n. 16070, 22 September 1807.
16. ↑  (EN) The London Gazette (PDF), n. 17485, 12 June 1819.
17. ↑  Marshall 1824, p. 251.
18. ↑  Winfield 2008, pp. 73-74.